# Brühl, Nordrhein-Westfalen
Brühl är en stad i den tyska delstaten Nordrhein-Westfalen. Den ligger omkring 15 kilometer sydsydväst om Köln och 20 kilometer nordväst om Bonn. Staden har cirka 46 000 invånare, och ingår i storstadsområdet Rheinschiene.
Brühl är känt för Slotten Augustusburg och Falkenlust. I staden ligger även nöjesparken Phantasialand.